# Felsőgagy
Felsőgagy is een plaats (község) en gemeente in het Hongaarse comitaat Borsod-Abaúj-Zemplén. Felsőgagy telt 165 inwoners (2001).